# إدواردو (لاعب كرة قدم مواليد 1986)
كارلوس إدواردو سانتوس أوليفيرا (بالبرتغالية: Carlos Eduardo Santos Oliveira‏) (20 نوفمبر 1986 بماسايو في البرازيل - ) هو لاعب كرة قدم برازيلي في مركز الظهير. لعب مع أتلتيكو باراناينسي ونادي جوينفيل ونادي فاسكو دا غاما ونادي كريسيوما ونادي سي آر بي وDuque de Caxias Futebol Clube ‏ وGuaratinguetá Futebol ‏ وSociedade Esportiva River Plate ‏ وديسبورتيفا كونفيانكا ‏ وسنترو سبورتيفو ألاغوانو.

## وصلات خارجية
- كارلوس إدواردو سانتوس أوليفيرا على موقع قاعدة بيانات كرة القدم.إي يو (الإنجليزية)
- كارلوس إدواردو سانتوس أوليفيرا على موقع Soccerway.com (الإنجليزية)